# Municipio de Princeville
El municipio de Princeville (en inglés: Princeville Township) es un municipio ubicado en el condado de Peoria en el estado estadounidense de Illinois. En el año 2010 tenía una población de 1628 habitantes y una densidad poblacional de 17,29 personas por km².

## Geografía
El municipio de Princeville se encuentra ubicado en las coordenadas 40°56′19″N 89°48′39″O / 40.93861, -89.81083. Según la Oficina del Censo de los Estados Unidos, el municipio tiene una superficie total de 94.15 km², de la cual 94,11 km² corresponden a tierra firme y (0,04 %) 0,04 km² es agua.

## Demografía
Según el censo de 2010, había 1628 personas residiendo en el municipio de Princeville. La densidad de población era de 17,29 hab./km². De los 1628 habitantes, el municipio de Princeville estaba compuesto por el 96,93 % blancos, el 0,61 % eran afroamericanos, el 0,37 % eran amerindios, el 1,41 % eran de otras razas y el 0,68 % eran de una mezcla de razas. Del total de la población el 3,26 % eran hispanos o latinos de cualquier raza.